# Manlio Ianni
Manlio Ianni (Contigliano, 3 aprile 1937 – Rieti, 23 agosto 2019) è stato un politico italiano. Fu presidente della provincia di Rieti dal 1973 al 1975 e segretario provinciale della Democrazia Cristiana dal 1975 al 1983.
Fu senatore dal 1983 al 1994, per tre legislature; in Senato fu membro della commissione d'inchiesta sulla P2, presidente della commissione Difesa e vice presidente della commissione Terrorismo e Stragi.